# Kennerley Rumford
Kennerley Rumford   (Hampstead, 2 de setembre de 1870 - Oxfordshire i North Stoke, 9 de març de 1957) va ser un cantant de baríton anglès del segle xx.
Va ser conegut per primera vegada per les seves interpretacions d'oratoris, però després del seu matrimoni amb la coneguda cantant de contralt Clara Butt, va fer una gira amb ella per tot el repertori anglòfon cantant d'un tipus més popular. Va ser esmentat dues vegades en despatxos mentre servia al front occidental durant la Primera Guerra Mundial.

## Adolescència
Kennerley Rumford va néixer a Hampstead, Londres, Anglaterra el 1870, fill de Joseph Kennerley Rumford que estava emparentat amb el famós comte Rumford, el científic. Es va formar al "King's School" de Canterbury i també a Frankfurt i París. Va estudiar cant a París amb Giovanni Sbriglia (el 1894) i Jacques Bouhy, i a Londres amb George Henschel. També va estudiar amb Blume, Lierhammer i Jean de Reszke. El 26 de juny de 1900 es va casar amb la cantant (contralt) Clara Butt: tenien una filla i dos fills abans que Clara morís el 1936. El 1941 es va casar amb Dorothy Jane Elwin.

## Carrera
Rumford va fer la seva primera aparició el 1896 al St James's Hall de Londres. Va cantar als festivals de Birmingham i Händel i a gairebé tots els principals concerts i festivals de Londres i de les províncies. Es va fer reputació amb obres de tipus seriós com La Passió de Sant Mateu de Bach (Festival de Bach a Queen's Hall el 6 d'abril de 1897) i el cicle Vier ernste Gesänge de Brahms (Concert popular de St. James's Hall el 31 de gener de 1898). Va comparèixer davant la reina Victòria i el rei Eduard VII.
Després del seu matrimoni amb Clara Butt, va actuar amb ella en concerts més populars: van fer "Grand Concerts" al "Royal Albert Hall" de Londres i en gires per tot el món de parla anglesa. Durant la Primera Guerra Mundial (1914–1917) Rumford va servir a França on va ser esmentat dues vegades en els despatxos; més tard (a partir de 1917) va treballar al Departament d'Intel·ligència Especial de l'Oficina de Guerra.

## Enregistraments
El primer enregistrament de Rumford data del 1899, quan va gravar "Night Hymn at Sea" (Goring Thomas) amb Clara Butt en un disc berlinès de 7 polzades. Entre 1909 i mitjans de la dècada de 1920 va fer diversos enregistraments per a HMV i (a partir de 1915) per a la Columbia Graphophone Company, alguns en solitari però molts amb Clara, per exemple "The Yeomen of England" de Merrie England (Edward German) el 1909 (solo), "Abide with Me" (Liddle) el 1909 (amb Clara) i "O That We Two were Maying" el 1925 (amb Clara).

## Mort
Va morir a North Stoke, Oxfordshire, Anglaterra el 9 de març de 1957 a l'edat de 86 anys. Està enterrat al cementiri de St Mary, North Stoke, Oxfordshire